# The Victor of the Plot
The Victor of the Plot est un film muet américain réalisé par Colin Campbell et sorti en 1917.

## Fiche technique
- Réalisation : Colin Campbell
- Date de sortie : États-Unis : 29 septembre 1917

## Distribution
- Frank Clark
- William Elmer
- Bessie Eyton
- Al W. Filson
- J. Farrell MacDonald
- Wheeler Oakman
- Gordon Sackville